# Grădinari (okręg Bihor)
Grădinari (węg. Kisnyégerfalva) – wieś w Rumunii, w okręgu Bihor, w gminie Drăgănești. W 2011 roku liczyła 472 mieszkańców.